# ジュゼッペ・マッツィーニ
ジュゼッペ・マッツィーニ（イタリア語: Giuseppe Mazzini, 1805年6月22日 - 1872年3月10日）は、イタリアのイタリア統一運動時代の政治家、革命家。カヴール、ガリバルディと並ぶ「イタリア統一の三傑」の1人。また、急進主義者でもある。

## 生涯
ジェノヴァで医学部教授の息子に生まれる。病弱ながら聡明で、ジェノヴァ大学を卒業し、弁護士を開業。彼はイタリアの秘密結社・カルボナリに入党するが、彼の革命を目指す活動はすぐに法律から追われることになる。カルボナリの組織に限界を感じた彼は、1831年、マルセイユで新たに「青年イタリア」を結成した。この組織のモットーは「神と人民」であり、いくつかの国家に分裂していたイタリア半島に1つの自由共和国を打ち立てることを目的としていた。彼はまた、似たような目的を持つ組織をいくつか創設している。すなわち、「青年ドイツ」、「青年ポーランド」、「青年スイス」そして「青年ヨーロッパ」がそれである。
マッツィーニは、イタリアの統一事業は民衆の蜂起なしには成功しないと信じていた。彼はその政治的信条を、出版活動を通じて公言し続けた。これにより彼の名は広く知られることとなる。思想的にはサン・シモンの唱える進歩論と共同社会論を支持し、平等主義を唱えるブオナローティと対立した。1837年にはロンドンに渡ってチャーティスト運動に接し、労働運動の重要性を認識する。
1848年革命に際しては、「ローマ共和国」を打ち立て、アウレリオ・サッフィ、カルロ・アルメッリーニと共に三頭執政官(Triumviro)の1人となった。この共和国はルイ＝ナポレオンの軍事介入により短命に終わるが、イタリアの自由主義、ナショナリズムはなおも高まりを見せた。海外に亡命した彼は、外国からミラノ、ジェノヴァなどの革命運動を指導した。しかし、現実を見るよりも理想に重きを置いたマッツィーニの主張はしだいに支持を失い始め、代わりにイタリアのナショナリストたちはサルデーニャ王国とその首相・カヴールに期待を寄せるようになってきた。
1859年 - 1862年の対オーストリア戦争において、フランスとの同盟を組んだカヴール、南部イタリアを進軍し占領地を王に献上したガリバルディらの活躍によって「イタリア王国」が成立したが、これはマッツィーニの説いた共和国とは程遠いものだった。
1864年には第一インターナショナルにも参加するが、マルクスらと対立。マルクスの社会主義を、神への信仰と私有財産を否定するものとして批判した。さらに1871年のパリ・コミューンは民族統一の解体を招くとして否定した。バクーニン派とも対立して脱退。一時イタリア議会に選出されたが、君主制への反発から拒否。
1872年にピサで死亡した。

## 影響
彼の率いた政治運動は、イタリア共和党へと受け継がれ、1990年代まで実際にイタリアで活動的であった。

## 著作の日本語訳
- 信仰と未来 マツジニイ 宮原晃一郎訳、杜翁全集刊行会, 1921 杜翁紀念文庫
- 人間の義務 労働者の反省 日高信六郎訳、国際出版, 1948
- 人間進歩の倫理 相沢久訳、近藤書店, 1950 知識人叢書
- 人間義務論 他二篇 大類伸訳、岩波文庫, 1952
- 人間の義務について 齋藤ゆかり訳・藤澤房俊解説、岩波文庫, 2010.6
マッツィーニはダンテの注釈家としても著名であった

## 日本語文献
- マッツィーニの生涯と思想 力富阡蔵 黎明書房, 1953
- マッツィーニ イタリア民族革命の使徒 森田鉄郎 清水書院, 1972 センチュリーブックス
  - イタリア民族革命の使徒・マッツィーニ 清水新書, 1984
- マッツィーニの生涯 ボルトン・キング 黎明書房, 1973 力富阡蔵訳
- マッツィーニの思想と行動 藤澤房俊 太陽出版, 2011.5